# Frankenstein Girls Will Seem Strangely Sexy
Albums de Mindless Self Indulgence
Tight
(20 avril 1999) Alienating Our Audience
(8 octobre 2002)
Frankenstein Girls Will Seem Strangely Sexy est le second album studio de la formation musicale new-yorkaise Mindless Self Indulgence, sorti le 22 février 2000. 
La pochette du CD a été dessinée par Jamie Hewlett, également connu pour avoir dessiné les membres de Gorillaz
L'album comporte 30 morceaux classées par ordre alphabétique. Certaines voyelles des chansons au dos de l'album sont remplacés par des astérisques, selon "C'est la suppression des voyelles qui donnent le pouvoir de la violence"

## Liste des morceaux
Toutes les chansons sont écrites par Jimmy Urine sauf mention.
1. Backmask – 2:39
2. Bitches – 2:44 (Urine, Steven Severin, Siouxsie Sioux)
3. Boomin' – 1:23
4. Clarissa – 1:57
5. Cocaine and Toupees – 1:52
6. Dicks Are for My Friends – 1:15 (Urine, Righ?)
7. F – 0:13
8. Faggot – 2:46
9. Futures – 1:27
10. Golden I – 2:07
11. Harry Truman – 1:39
12. Holy Shit – 1:45 (Urine, Righ?)
13. I Hate Jimmy Page - 3:35
14. I'm Your Problem Now – 1:56
15. J – 0:24
16. Keepin' up with the Kids – 1:45
17. Kick the Bucket – 1:45 (Urine, Righ?)
18. Kill the Rock – 2:04
19. Last Time I Tried to Rock Your World – 1:47
20. London Bridge – 1:51
21. M – 0:14
22. Masturbates – 2:50
23. Planet of the Apes – 2:12
24. Played – 2:19
25. Ready for Love – 2:06
26. Royally Fucked – 1:52
27. Seven-Eleven – 1:33 (Urine, Righ?)
28. Step up, Ghetto Blaster  – 2:23
29. Whipstickagostop – 2:38 (Righ?)
30. Z – 0:50 (Righ?)

## Musiciens
- Jimmy Urine - chant
- Steve, righ? - guitare
- Kitty - batterie
- Vanessa YT - Basse